# Paul Boffa
Pour les articles homonymes, voir Boffa.
Paul Boffa, né le 30 juin 1890 à Birgu et mort le 6 juillet 1962 à Paola est un homme politique maltais, Premier ministre de Malte de 1947 à 1950, qui a pris ses fonctions après le rétablissement de l'autonomie accordée par l'autorité coloniale britannique après la fin de Seconde Guerre mondiale.

## Biographie
Né à Vittoriosa le 30 juin 1890, Paul Boffa a fait ses études au Lyceum et à l'Université de Malte d'où il a obtenu son diplôme de médecin en 1912. Pendant la Première Guerre mondiale, il a servi avec le Royal Medical Corps à Malte, Salonique et le navires-hôpitaux. Après la guerre, il s'installe en cabinet privé à Paola. En 1921, il épousa Genoveffa Cecy et eut deux fils et deux filles: Salvino (alias Vivi), Hilda, Joseph (alias Profs), Carmelina (alias Melina). Il est décédé à sa résidence de Paola et est enterré au cimetière All Souls à Tarxien. L'ancien hôpital King George V (KGV) — un mémorial pour les hommes de la marine marchande décédés pendant la Première Guerre mondiale — est renommé hôpital Sir Paul Boffa en 1976.

## Liens
- Notice dans un dictionnaire ou une encyclopédie généraliste :   - Oxford Dictionary of National Biography
- Notices d'autorité :   - VIAF
  - GND